# Mahopac
Mahopac és una concentració de població designada pel cens dels Estats Units a l'estat de Nova York. Segons el cens del 2000 tenia 8.478 habitants.

## Demografia
Segons el cens del 2000, Mahopac tenia 8.478 habitants, 2.922 habitatges, i 2.258 famílies. La densitat de població era de 617,6 habitants per km².
Dels 2.922 habitatges en un 37,9% hi vivien nens de menys de 18 anys, en un 65,6% hi vivien parelles casades, en un 8,6% dones solteres, i en un 22,7% no eren unitats familiars. En el 17,6% dels habitatges hi vivien persones soles el 5,6% de les quals corresponia a persones de 65 anys o més que vivien soles. El nombre mitjà de persones vivint en cada habitatge era de 2,89 i el nombre mitjà de persones que vivien en cada família era de 3,28.
Per edats la població es repartia de la següent manera: un 25,3% tenia menys de 18 anys, un 7,7% entre 18 i 24, un 30,8% entre 25 i 44, un 26,4% de 45 a 60 i un 9,7% 65 anys o més.
L'edat mediana era de 38 anys. Per cada 100 dones de 18 o més anys hi havia 96,7 homes.
La renda mediana per habitatge era de 86.592 $ i la renda mediana per família de 91.148 $. Els homes tenien una renda mediana de 52.315 $ mentre que les dones 36.419 $. La renda per capita de la població era de 29.245 $. Entorn de l'1,3% de les famílies i el 3,8% de la població estaven per davall del llindar de pobresa.